# ハインリヒ・デュモリン
ハインリヒ・デュモリン（ドイツ語: Heinrich Dumoulin、1905年5月31日 - 1995年7月21日）は、ドイツ出身で日本で活動した聖職者、比較思想史学者。

## 生涯
出生から修学期
1905年、ドイツのラインラント・ウェベリングホーフィンで生まれた。1924年にイエズス会入会。1933年、司祭に叙階。オランダのファルケンブルヒ大学で学び、卒業。フランスのファルツ大学でも学び、ベルリン大学大学院で神学博士号を取得。
1935年の来日以降
1935年に来日。1936年～1939年東京帝国大学で宗教史・東洋思想を学んだ。1946年、学位論文『賀茂真淵』を東京大学に提出して文学博士号を取得。1941年に上智大学講師となり、後に助教授、教授昇格。また同大学在任中には宗教思想研究所長もつとめた。1995年に死去。

## 研究内容・業績
1946年『カトリック思想』、1949年『世紀』を創刊した。

## 著作
著書
- 『カトリック神学序論』エンデルレ書店 1942
- 『光と生命：カトリック神学序論』1957
- 『平安の旅』中央出版社 1940
- 『近代思想と基督教』戸川敬一・小林珍雄訳、エンデルレ書店 1947
  - 文庫化 現代教養文庫
- 『全き人間』戸川敬一訳、エンデルレ書店 1948
  - 文庫化 現代教養文庫
- 『聖アウグスチヌスの精神：告白録序説』エンデルレ書店 1949
- 『マルキシズムと実存主義の間：キリスト教的人間像』戸川敬一訳、要書房 1949
- 『一粒の種子』戸川敬一訳 中央公論社 1950
- 『平和を望むひとびと』中央出版社 1952
- 『典礼にいきる信心 第1巻 (光よりの光)』中央出版社 1953
- 『生きるよろこび』戸川敬一訳、社会思想研究会出版部(現代教養文庫)　1955
- 『美しき愛の御母』エンデルレ書店 1951
- 『典礼にいきる信心 第2巻 (救い主)』中央出版社 1956
- 『仏教とキリスト教との邂逅』西村恵信訳、春秋社(シリーズ宗教と経験) 1975
- 『吉田松陰 明治維新の精神的起源』東中野修道編訳、南窓社 1988
- 『人生と愛』巽豊彦編、南窓社 1989

記念文集
- 『日本の風土とキリスト教：ハインリヒ・デュモリン師の還暦を記念して』岡田純一・安斎伸・大谷啓治・高橋亘・角田信三郎編、理想社 1965

論文
- ＜デュモリン